# Bruce Ivins
Bruce Ivins, né le 22 avril 1946 à Lebanon (Ohio) et mort le 29 juillet 2008 à Frederick (Maryland), est un scientifique américain. Il est l'un des principaux chercheurs du laboratoire P4 militaire de Fort Detrick (Maryland), spécialisé dans les armes biologiques et est soupçonné d'être l'auteur des tentatives d'attentat au bacille du charbon d'octobre 2001.

## Biographie
Bruce Ivins a fait ses études à l'université de Cincinnati. Il était l'un des principaux chercheurs du laboratoire P4 militaire de Fort Detrick (Maryland) dépendant du United States Army Medical Research Institute of Infectious Diseases (en), spécialisé dans les armes biologiques. Ayant participé au développement d'un vaccin contre la maladie du charbon, il avait reçu la plus haute récompense du Pentagone.
Bruce Ivins a été soupçonné d'être l'auteur de la série d'attentats par envoi de lettres porteuses du bacille du charbon qui ont traumatisé les États-Unis en octobre 2001 en causant la mort de cinq personnes : « Aujourd'hui, les enquêteurs l'accusent de les avoir expédiées » relate le journal Le Monde en informant de son suicide, le 3 août 2008.
Bruce Ivins s'est suicidé le 29 juillet 2008 par absorption de substances chimiques, apparemment pour échapper à une arrestation : « Bruce Ivins était surveillé depuis un an. Il savait qu'il allait être arrêté » explique Le Monde le 3 août 2008. Son avocat clame au contraire son innocence.